# سودا ولی‌اوا
سودا ولی‌اوا (ترکی آذربایجانی: Sevda Vəliyeva; ۲۴ دسامبر ۱۹۹۷ – ) جودوکار پارالمپیک اهل جمهوری آذربایجان است. وی در وزن ۵۷ کیلوگرم در بخش زنان در بازی‌های پارالمپیک تابستانی ۲۰۲۰ در توکیو، پایتخت کشور ژاپن موفق به کسب مدال طلا شد.

## زندگی
سودا ولی‌اوا در روز ۲۷ دسامبر سال ۱۹۹۷ در شهر باکو، پایتخت جمهوری آذربایجان، به دنیا آمد.

## ورزش حرقه‌ای
سودا ولی‌اوا در بازی‌های همبستگی اسلامی ۲۰۱۷ که در شهر باکو، پایتخت جمهوری آذربایجان، برگزار شد نائب قهرمان شد. سپس در مسابقات قهرمانی اروپا در بریتانیا موفق به کسب مقام اول شد.

## جایزه‌ها
بر اساس دستور الهام علی‌اف، ریئس جمهور آذربایجان، به تاریخ ۶ سپتامبر سال ۲۰۲۱، از سودا ولی‌اوا در ازای دست‌آوردهایش در بازی‌های پارالمپیک تابستانی ۲۰۲۰ و خدمتاش به پیشرفت ورزش آذربایجان با اهدای نشان برای خدمت به میهن درجه یک تقدیر شد.